# Danh sách tập phim Kimi no koto ga Dai Dai Dai Dai Daisuki na 100-nin no Kanojo
100 cô bạn gái yêu bạn rất rất rất rất rất nhiều (君のことが大大大大大好きな100人の彼女 Kimi no koto ga Dai Dai Dai Dai Daisuki na 100-nin no Kanojo) là một bộ anime truyền hình được công bố vào ngày 14 tháng 3 năm 2023. Bộ phim do Bibury Animation Studios sản xuất và Hikaru Sato làm đạo diễn, với kịch bản do Takashi Aoshima giám sát, thiết kế nhân vật do Akane Yano phụ trách và nhạc do Shuhei Mutsuki, Shunsuke Takizawa và Eba sáng tác. Bộ phim được phát sóng từ ngày 8 tháng 10 đến ngày 24 tháng 12 năm 2023, trên Tokyo MX và các mạng lưới truyền hình khác. Với ca khúc chủ đề mở đầu là "Dai Dai Dai Dai Daisuki na Kimi e♡" (大大大大大好きな君へ♡ n.đ. 'Gửi đến người mà tôi rất, rất, rất, rất, rất yêu') và ca khúc này được thể hiện bởi Kaede Hondo, Miyu Tomita, Maria Naganawa, Asami Seto và Ayaka Asai và ca khúc chủ đề kết thúc của bộ phim là "Sweet Sign" (スイートサイン), được thể hiện bởi Nako Misaki. Ca khúc chủ đề kết thúc trong tập 11 có tên "Kyō no Ending wa Watashi ga Kaitotta kara Suki ni Shite Ii wa yo ne" (今日のエンディングは私が買い取ったから好きにしていいわよね♡ n.đ. 'Cô đã mua phần kết của tập hôm nay, để cháu có thể làm bất cứ điều gì cháu muốn') được thể hiện bởi Sumire Uesaka. Crunchyroll đã có bản quyền của bộ phim tại khu vực Châu Mỹ. Muse Communications đã có bản quyền cho bộ phim ở khu vực Nam Á và Đông Nam Á.
Mùa thứ hai của bộ phim đã được công bố vào ngày 24 tháng 12 năm 2023.

## Tổng quan
| Mùa | Mùa | Số tập | Số tập | Phát sóng gốc       | Phát sóng gốc        |
| Mùa | Mùa | Số tập | Số tập | Phát sóng lần đầu   | Phát sóng lần cuối   |
| --- | --- | ------ | ------ | ------------------- | -------------------- |
|     | 1   | 12     | 12     | 8 tháng 10 năm 2023 | 24 tháng 12 năm 2023 |
|     | 2   | 12     | 12     | 12 tháng 1 năm 2025 | 30 tháng 3 năm 2025  |

## Danh sách tập phim

### Mùa 1 (2023)
| TT. tổng thể | TT. trong mùa phim | Tiêu đề | Đạo diễn            | Biên kịch       | Kịch bản phân cảnh            | Ngày phát hành gốc   |
| --- | ------------------ | --- | ------------------- | --------------- | ----------------------------- | -------------------- |
| 1 | 1                  | "2 cô bạn gái yêu bạn rất rất rất rất rất nhiều (Còn 98 người)" Chuyển ngữ: "Kimi no Koto ga Dai Dai Dai Dai Daisuki na Futari no Kanojo (Ato Kyuujuuhachi-nin)" (tiếng Nhật: 君のことが大大大大大好きな2人の彼女（あと98人）)    | Yūichirō Aoki       | Takashi Aoshima | Hikaru Sato & Nagisa Miyazaki | 8 tháng 10 năm 2023  |
| Vào ngày tốt nghiệp cuối cùng ở trường sơ trung, Aijō Rentarō, nhân vật chính của câu chuyện đã bị một người bạn gái mà cậu tỏ tình, từ chối tình cảm lần thứ 100. Do quá chán nản về việc không có bạn gái, cậu đến một ngôi đền và cầu nguyện để có cho mình một người bạn gái. Một vị thần xuất hiện và nói với cậu rằng khi lên cao trung, cậu sẽ gặp không chỉ một, mà là 100 người tình định mệnh của đời mình, tất cả đều sẽ yêu cậu. Vào ngày đầu tiên của năm nhất cao trung, Rentarō vô tình va vào hai cô gái, Hanazono Hakari và Inda Karane, cả hai đều là người tình định mệnh của cậu và bắt đầu tranh giành tình cảm của cậu. Quay lại ngôi đền, vị thần giải thích rằng một người bình thường chỉ có một người tình định mệnh (nếu có), nhưng vì đã mắc sai sót trong việc xử lý giấy tờ, Rentarō lại có đến 100 người. Vì Hakari và Karane đều là người tình định mệnh của cậu, Rentarō không thể chọn một trong hai, và ngay cả khi cậu làm thế, bất kỳ người tình định mệnh nào không trở thành người yêu của cậu sẽ phải chết. Rentarō thoáng nghĩ đến việc hẹn hò với cả hai mà không để người kia biết, nhưng cuối cùng cậu quyết định không làm vậy. Cuối cùng, cậu đề nghị cả hai làm bạn gái của mình cùng lúc, và họ đã đồng ý. |                    | |                     |                 |                               |                      |
| 2 | 2                  | "Nụ hôn đầu" Chuyển ngữ: "Hajimete no Chuu" (tiếng Nhật: はじめてのチュウ) | Yūichirō Aoki       | Takashi Aoshima | Taizou Yoshida                | 15 tháng 10 năm 2023 |
| Khi biết rằng Rentarō chưa từng hôn ai trước đây, Hakari và Karane bắt đầu tranh giành để có được nụ hôn đầu của cậu. Để công bằng với cả hai, Rentarō nghĩ ra một trò chơi phức tạp nhằm thực hiện việc cậu hôn cả hai người mà không ai biết ai là người có trước. Họ thử nhiều lần, nhưng mọi thứ liên tục xảy ra sai sót. Rentarō thậm chí định từ bỏ nụ hôn đầu của mình cho cô Phó Hiệu trưởng, nhưng hai cô gái lại tranh cãi rằng người kia mới là người nên có được nó. Cuối cùng, cả ba quyết định sẽ có một nụ hôn ba người cùng lúc. |                    | |                     |                 |                               |                      |
| 3 | 3                  | "Công chúa lặng im, Hiệp sĩ, và Samurai" Chuyển ngữ: "Mukuchi na Hime to Kishi to Bushi" (tiếng Nhật: 無口な姫と騎士と武士) | Yuuki Gotou         | Yasunori Yamada | Yuuki Gotou                   | 22 tháng 10 năm 2023 |
| Rentarō gặp người người tình định mệnh thứ ba của đời mình, một cô gái nhút nhát tên Yoshimoto Shizuka, do tính tình nhút nhát nên cô chỉ giao tiếp bằng cách chỉ vào các từ trong một cuốn sách. Cô cho Rentarō mượn cuốn sách yêu thích của mình, và họ bắt đầu thân thiết thông qua cuốn sách đó. Sau đó, Rentarō đề nghị Shizuka cài đặt ứng dụng chuyển văn bản thành giọng nói trên điện thoại của cô và gửi cho cô một tệp chứa toàn bộ nội dung cuốn sách, giúp cô có thể "nói chuyện" mà không cần rời mắt khỏi người đối diện. Shizuka nhận ra rằng vì cuốn sách không được phát hành dưới dạng sách điện tử, Rentarō chắc chắn đã tự mình sao chép toàn bộ nội dung bằng tay. Sau đó, Rentarō xin phép Hakari và Karane để Shizuka trở thành bạn gái thứ ba của mình, đồng thời thề sẽ tự sát theo nghi thức seppuku nếu không thể làm một người bạn trai tốt đối với cả ba cô gái. |                    | |                     |                 |                               |                      |
| 4 | 4                  | "Chỉ khi bạn nghĩ đây là một tập chơi bài tây" Chuyển ngữ: "Ichaicha-kai to Omoiki ya" (tiếng Nhật: いちゃいちゃ回と思いきや) | Yūichirō Aoki       | Yasunori Yamada | Satoshi Shimizu               | 29 tháng 10 năm 2023 |
| Rentarō đề xuất trò chơi Tiềm Ô Quân để khiến Shizuka được gia nhập nhóm, với hình phạt bổ sung là người thua cuộc sẽ bị người chiến thắng cù. Anh ấy thắng ba vòng đầu tiên, mỗi vòng để lại một cô gái khác nhau ở vị trí cuối cùng. Shizuka thắng ở hiệp thứ tư, nhưng chỉ chọc nhẹ Rentarō. Cảm nhận được sự thù địch từ Karane, anh bước ra ngoài để các cô gái nói chuyện với nhau. Karane nói với Shizuka rằng cô không cần phải dè chừng vì cô cũng được Rentarou yêu thương như những cô gái khác. Khi anh quay lại, Shizuka quyết định rằng cô đã sẵn sàng hôn anh. |                    | |                     |                 |                               |                      |
| 5 | 5                  | "Cô bạn gái siêu hiệu quả" Chuyển ngữ: "Kouritsu-teki na Kanojo" (tiếng Nhật: 効率的な彼女) | Mitsutaka Noshitani | Takamitsu Kouno | Ryouta Yamamoto               | 5 tháng 11 năm 2023  |
| Rentarou gặp người bạn tâm giao thứ tư của mình, Nano Eiai, học sinh giỏi nhất trường, người được đồn đại là robot do tính cách thông minh và vô cảm. Cô liên tục từ chối những nỗ lực mở lòng với cô của anh vì coi anh là tầm thường, nhưng cô lại bị choáng ngợp bởi những suy nghĩ về anh vào đêm đó. Rentarou yêu cầu hẹn hò với cô ấy để chứng tỏ bản thân vào ngày hôm sau, và cả hai cùng đến thăm một công viên giải trí. Nano bối rối trước những điểm tham quan và cuối ngày tin rằng cô ấy chẳng thu được gì từ chuyến đi chơi. Nhưng Rentarou chứng minh rằng cô đã đạt được điều gì đó bằng cách suýt đốt những bức ảnh anh chụp trong buổi hẹn hò, khiến Nano rơi nước mắt trước khi hôn anh. |                    | |                     |                 |                               |                      |
| 6 | 6                  | "Fan Service: Chương đồ bơi" Chuyển ngữ: "Minna Daisuki Mizugi-kai" (tiếng Nhật: 皆大好き水着回) | Takahiro Hirata     | Takamitsu Kōno  | Taizō Yoshida                 | 12 tháng 11 năm 2023 |
| Theo gợi ý của Hakari, Rentarou và các cô gái đến thăm một công viên nước trong nhà. Karane ngồi ở một trong những chiếc ghế phơi nắng được quấn khăn tắm vì nói rằng cảm thấy lạnh, Shizuka bị cuốn vào xoáy nước do không biết bơi, còn Rentarō thì bất tỉnh vì chảy máu mũi khi bị buộc phải vuốt ve ngực của Nano và Hakari. Do không thể thực hiện hồi sức bằng miệng cho anh ta, Hakari và Nano đang tìm kiếm một nhân viên cứu hộ nam nhưng bị ba vị khách biến thái bắt chuyện. Rentarou tỉnh dậy khi Karane kể cho anh nghe về tình hình, và những kẻ biến thái bỏ đi trong sự kinh tởm khi cả Hakari và Nano đều hôn anh. Rentarou cứu Shizuka khỏi vòng xoáy trước khi biết chắc rằng Karane thực sự xấu hổ về hình dáng của chính mình hơn là cảm thấy ớn lạnh. |                    | |                     |                 |                               |                      |
| 7 | 7                  | "Xin chào gái thuốc" Chuyển ngữ: "Hajimemashite no Okusuri Shōjo" (tiếng Nhật: はじめましてのお薬少女) | Ryūta Yamamoto      | Yasunori Yamada | Satoshi Shimizu               | 19 tháng 11 năm 2023 |
| Rentarou gặp được tri kỷ thứ năm của mình nhưng không có cơ hội nói chuyện với cô ấy. Anh quay lại nơi anh gặp cô vào ngày hôm sau, tìm thấy trong phòng thí nghiệm hóa học một cô gái trẻ tên là Kusuri Yakusen. Kusuri phục vụ anh ta một bình trà trước khi thử các loại thuốc mà cô đã phát minh ra, sau đó Kusuri tiết lộ rằng cô đã pha trà mà cô phục vụ anh ta cùng với một lọ thuốc tình yêu do yêu anh ta từ cái nhìn đầu tiên. Rentarō cố gắng nôn ra lọ thuốc tình yêu, nhưng thuốc nhanh chóng lấn át anh ta, buộc Kusuri phải dùng thuốc trung hòa. Sau khi thuốc được loại bỏ khỏi hệ thống của Rentarō, Kusuri lặp lại lời thú nhận của mình, mang ngoại hình của cô gái mà Rentarō đã nhìn thấy ngày hôm trước. Nhận ra chủ tịch câu lạc bộ hóa học năm thứ ba thực sự là tri kỉ của mình, Rentarou đáp lại lời thú nhận của Kusuri. Gặp những cô gái khác, Kusuri tặng họ nhiều loại thuốc dựa trên những gì Rentarō đã nói với cô về chúng. Sau đó cô phục vụ họ bánh quy và hai bình trà, một cho Rentarou và một cho các cô gái. Mọi người đều cho rằng cái lớn là dành cho các cô gái, không nhận ra rằng đã quá muộn rằng nó đã được tiêm một loại thuốc để khiến Rentarō hôn Kusuri. |                    | |                     |                 |                               |                      |
| 8 | 8                  | "Náo loạn Zombie Hôn" Chuyển ngữ: "Kisu Zonbi Panikku" (tiếng Nhật: キスゾンビ♡パニック) | Ryuuta Yamamoto     | Yasunori Yamada | Ryūta Yamamoto Hikaru Sato    | 26 tháng 11 năm 2023 |
| Rentarō và Kusuri cố gắng đến phòng thí nghiệm hóa học để tạo ra đủ thuốc giải độc cho bốn cô gái còn lại, những người đang ở trong trạng thái giống như thây ma đang theo đuổi Rentarō vì một nụ hôn. Cả hai nhóm tách ra, Shizuka truy đuổi Rentarō trước. Anh đưa cô đến phòng y tế khi cô đi du lịch, treo cô lên móc quần áo. Tiếp theo, anh bị Hakari và Karane truy đuổi, nhưng anh đã trốn thoát bằng cách bắt họ hôn nhau. Anh ta phát hiện ra rằng Nano đã đánh anh ta đến phòng thí nghiệm hóa học, và anh ta tìm thấy Kusuri đang trốn trong tủ đựng đồ gần đó. Cô ấy cố gắng già đi để lẻn qua Nano, nhưng cô ấy đã bỏ cuộc. Rentarou trốn đến một tủ quần áo gần đó, nhưng Nano đã đến chỗ anh, hôn anh cho đến khi Kusuri đến gần với thuốc giải độc. Cô tiêm thuốc giải độc cho các cô gái khác, sau đó Hakari và Karane bẽn lẽn tuyên bố không nhớ gì cả. Kusuri xin lỗi về thử thách này, nhưng Rentarou hứa sẽ tiếp tục yêu cô ngay cả khi cô tiếp tục theo đuổi công việc điều chế thuốc. |                    | |                     |                 |                               |                      |
| 9 | 9                  | "Thánh chiến của tình yêu và tâm hồn" Chuyển ngữ: "Ai to Tamashii o Kaketa Seisen" (tiếng Nhật: 愛と魂をかけた聖戦) | Masato Jinbo        | Takamitsu Kouno | Hiroyuki Shimazu              | 3 tháng 12 năm 2023  |
| Hakari mời những người khác đến công viên gần đó để tổ chức ném bó hoa, nơi người chiến thắng sẽ được chụp ảnh với người đặc biệt của họ. Trong số những người tham gia có băng nhóm mô tô Liên minh Gorira, dẫn đến việc Rentarō và các cô gái hợp tác để bắt bó hoa. Shizuka giành chiến thắng trong cuộc tung bó hoa cho Gia đình Rentarō mới được đặt tên, còn Hakari trúng xổ số dùng đũa để quyết định ai sẽ mặc chiếc váy khi chụp ảnh. Tất cả các cô gái khác đều được mời tham gia bức ảnh, và sau đó, Hakari yêu cầu Rentarō chia tay với cô ấy. Anh theo cô về nhà, nơi cô giải thích rằng mẹ cô đã phát hiện ra Rentarō và tất cả những cô gái anh đang hẹn hò và đang có ý định chuyển Hakari đến một trường học mới. Sau khi lang thang khắp thị trấn, Rentarō quyết định tận dụng cơ hội của mình và đột nhập vào dinh thự Hanazono để giải cứu Hakari, cùng với tất cả các cô gái khác cũng quyết định tham gia vào nhiệm vụ. |                    | |                     |                 |                               |                      |
| 10 | 10                 | "Sứ mệnh tình yêu: Bất khả thi" Chuyển ngữ: "Rabu Misshon: Inposshiburu" (tiếng Nhật: ラブミッション：インポッシブル) | Takahiro Hirata     | Takashi Aoshima | Takahiro Hirata               | 10 tháng 12 năm 2023 |
| Rentarō và các cô gái đột nhập vào dinh thự Hanazono để giải cứu Hakari. Cô ấy không trả lời điện thoại của mình và họ không thu hút được sự chú ý của cô ấy từ bên ngoài biệt thự. Mở khóa cửa thông qua cửa dành cho thú cưng, cả nhóm trốn tránh được lính canh và thú cưng đang lang thang khắp nơi. Kusuri đưa ra một loại thuốc mà cô định gửi đến một công ty dược phẩm như một phần của đơn xin việc nhằm vượt qua một bộ cảm biến hồng ngoại, với Rentarō và Karane cùng nhau vượt qua chúng. Khi những cô gái khác rút lui ra ngoài, Rentarō và Karane đi đến phòng của Hakari, chỉ để kích hoạt báo động, dẫn đến việc họ bị bắt và áp giải đến phòng của Hahari. Rentarō cầu xin trường hợp của mình với Hahari, nhưng cô từ chối anh, không muốn Hakari phải trải qua nỗi đau giống như cô đã từng trải qua ở tuổi của mình. Hahari sớm được tiết lộ là tri kỷ thứ sáu của Rentarō sau khi thuốc hết tác dụng. |                    | |                     |                 |                               |                      |
| 11 | 11                 | "Ngay cả khi nó giết tôi" Chuyển ngữ: "Kono Inochi ni Kaete mo" (tiếng Nhật: この命にかえても) | Masanori Miyata     | Takashi Aoshima | Takuya Satō                   | 17 tháng 12 năm 2023 |
| Hahari yêu cầu Rentarō làm bài kiểm tra bằng máy phát hiện nói dối để xác định tình cảm của anh dành cho con gái cô. Anh ta vượt qua "cuộc thử nghiệm sâu bệnh" với kết quả bay bổng, sau đó một người giúp việc thông báo cho Hahari rằng Hakari đang cố nhảy ra ngoài cửa sổ. Karane bắt Hahari làm con tin trong khi Rentarō đi cứu Hakari. Anh ta thành công trong việc khuyên cô đừng tự sát, nhưng cả hai đều rơi ra ngoài cửa sổ, và anh ta chuyển hướng họ rơi xuống đài phun nước. Khi Karane và Hahari bước ra khỏi dinh thự, người sau nhận ra rằng Rentarō không nói dối về tình yêu của mình dành cho Hakari và chứng minh rằng anh sẽ làm cho cô hạnh phúc ngay cả khi điều đó giết chết anh. Cô hài lòng và chính thức yêu cầu anh chăm sóc con gái cô, Rentarou hứa sẽ chăm sóc cả hai người và chấp nhận lời tỏ tình trước đó của cô, trước sự bàng hoàng của các cô gái khác. Sau đó, Hahari mời Rentarō và những cô gái khác ở lại qua đêm tại dinh thự. Sau khi tắm rửa xong, các cô gái mặc đồ ngủ, sau đó Hahari bị chảy máu mũi vì sự dễ thương quá mức của các cô gái. Rentarou đi cùng cô ấy để chữa bệnh chảy máu mũi cho cô ấy. |                    | |                     |                 |                               |                      |
| 12 | 12                 | "100 cô bạn gái yêu bạn rất rất rất rất rất nhiều (94 người nữa)" Chuyển ngữ: "Kimi no Koto ga Dai Dai Dai Dai Daisuki na Hyaku-nin no Kanojo (Ato Kyūjūyon-nin)" (tiếng Nhật: 君のことが大大大大大好きな100人の彼女（あと94人）) | Yuichirō Aoki       | Takashi Aoshima | Nagisa Miyazaki               | 24 tháng 12 năm 2023 |
| Khi Rentarou bị lột quần áo trong phòng ngủ của Hahari, một tiếng hét từ người trước khiến các cô gái khác nghĩ rằng Hahari đang cố gắng giành lợi thế trước Rentarō. Nhưng khi đến đó, họ thấy Rentarou đang ăn mặc như con gái, khiến anh xấu hổ đến ngất xỉu. Sau khi được đánh thức bởi nụ hôn từ "Hoàng tử" Nano, Rentarō đi tắm. Các Hanazonos theo sau anh ta để cố gắng nhìn trộm anh ta, cùng với tất cả các cô gái khác ngoại trừ Shizuka, người bị trói trong chăn để ngăn cô ấy can thiệp. Không nhìn thấy gì qua cửa sổ nhà tắm, cả nhóm tiến vào tầng áp mái. Khi con mèo của Hanazonos theo họ lên đó, Shizuka lăn đến nhà tắm và bị con chó của Hanazonos đẩy xuống nước. Rentarō vô tình để lộ bản thân trước Shizuka, và sau khi những cô gái còn lại bước ra khỏi gác mái, Karane đã nói rõ ý định của họ với Rentarō, người ngay lập tức giảng giải cho các cô gái. Tối hôm đó, anh tìm thấy Hahari tại bàn thờ dành cho người cha quá cố của Hakari và xoa dịu nỗi sợ không chung thủy của cô trước khi hôn cô. Khi lang thang trong dinh thự một mình, anh gặp hồn ma của cha Hakari, người cảm ơn Rentarō vì đã giúp Hahari vượt qua cái chết trước khi lên thiên đường. Sau khi rời đi để lấy đồng phục vào sáng hôm sau, Rentarō và các cô gái phát hiện ra rằng Hahari đã mua lại trường học để trở thành hiệu trưởng mới để cô có thể dành thời gian cho Rentarō. |                    | |                     |                 |                               |                      |

### Mùa 2 (2025)
| TT. tổng thể | TT. trong mùa phim | Tiêu đề | Đạo diễn                                                         | Biên kịch       | Kịch bản phân cảnh            | Ngày phát hành gốc  |
| --- | ------------------ | --- | ---------------------------------------------------------------- | --------------- | ----------------------------- | ------------------- |
| 13 | 1                  | "Bạn gái mới" Chuyển ngữ: "Kano no Na wa." (tiếng Nhật: 彼の名は。) | Aoki Yūichirō                                                    | Aoshima Takashi | Yoshida Taizo                 | 12 tháng 1 năm 2025 |
| Kusuri pha chế một loại thuốc nhưng chẳng may lại khiến cho sáu người bạn gái đầu tiên bị hoán đổi cơ thể. Tuy nhiên, họ phát hiện ra rằng khi hôn Rentarō, linh hồn của họ sẽ tách rời khỏi cơ thể mới. Lần lượt từng người hôn cậu và linh hồn của họ đã thành công trở về cơ thể cũ. Sau đó, vào giờ ăn trưa, Rentarō gặp người tình định mệnh thứ bảy của mình, Kurumi Haraga, một nữ sinh năm ba sơ trung nhưng vì quá trình trao đổi chất của cô bé diễn ra nhanh nên cô rất nhanh đói. Rentarō đã chia sẻ thức ăn của mình với cô bé. Ngày hôm sau, Kurumi thèm một chiếc bánh menchi-katsu, nhưng căng tin trường đã bán hết. Cô đến cửa hàng tiện lợi nhưng cũng không còn chiếc nào. Cuối cùng, Rentarō đã làm cho cô một chiếc trong phòng thực hành nấu ăn. Sau đó, cậu giới thiệu Kurumi với những người bạn gái còn lại và đề nghị cả nhóm cùng tham gia một cuộc thi ăn sắp tới. |                    | |                                                                  |                 |                               |                     |
| 14 | 2                  | "Sức mạnh tình yêu" Chuyển ngữ: "Kaimaku! Gekitō! Ketchaku! Fūdo Faito Fesutibaru" (tiếng Nhật: 開幕！激闘！決着！フードファイトフェスティバル) | Aoki Yūichirō                                                    | Aoshima Takashi | Yoshida Taizo                 | 19 tháng 1 năm 2025 |
| Rentarō cùng với các cô gái tham gia một cuộc thi ăn uống, chỉ riêng cô bé Kurumi xung phong thi ở tất cả các vòng, còn những cô gái khác tham gia ở các vòng khác nhau. Đối thủ của họ bao gồm Liên minh Khỉ đột và Chankonomnishiki, người đang giữ danh hiệu vô địch thế giới về ăn uống. Rentarō cùng các cô gái lần lượt vượt qua Liên minh Khỉ đột ở mỗi vòng, nhưng Kurumi bắt đầu để thua Chanko ở vòng cuối. Tuy nhiên, với sự giúp đỡ của Rentarō và các cô gái khác, cả nhóm đã đánh bại Chanko trong cuộc thi. Sau khi nhận được gelato làm phần thưởng tráng miệng, Kurumi đã hôn Rentarō phía sau địa điểm tổ chức. |                    | |                                                                  |                 |                               |                     |
| 15 | 3                  | "Cô hầu nữ có nhìn thấy không?" Chuyển ngữ: "Meido-san wa Mie Teru?" (tiếng Nhật: メイドさんは見えてる？) | Yamamoto Ryūta                                                   | Yamada Yasunori | Miyazaki Nagisa               | 26 tháng 1 năm 2025 |
| Được Hahari nhờ vả, Kusuri đã chế ra một loại thuốc có thể biến tất cả các cô gái thành em bé, ngoại trừ Hakari. Cô và Rentarō đã dành một tiếng sau đó để chăm sóc họ trong khi chờ thời điểm an toàn để dùng thuốc giải. Trong khoảng thời gian đó, Hakari dần hiểu được mẹ cô đã vất vả như thế nào để nuôi dạy cô khôn lớn. Trong bữa trưa, Hahari đề cập đến cô người hầu riêng của mình là Meido Mei, cô có đôi mắt màu cầu vồng nhưng cô không thể mở mắt do đã mỉm cười quá lâu. Không ai trong số các cô gái có thể khiến Mei mở mắt, nhưng Rentarō đã thành công bằng cách lừa cô, khiến cho cô vô tình cười nhạo người chủ của mình. Nhờ vậy, Mei đã trở thành người tình định mệnh thứ tám của Rentarō. Làm theo lệnh của Hahari, Mei đã tỏ tình với Rentarō. |                    | |                                                                  |                 |                               |                     |
| 16 | 4                  | "Bữa tiệc hầu gái ướt át" Chuyển ngữ: "Nure Nure Meido Pātī" (tiếng Nhật: ぬれぬれメイドパーティー) | Hirata Takahiro                                                  | Yamada Yasunori | Aoyagi Ryūhei                 | 2 tháng 2 năm 2025  |
| Rentarō và Mei cùng nhau đi dạo trong một công viên có hàng cây anh đào, tại đây Mei nhất quyết muốn được thực hiện mệnh lệnh mà cậu đưa ra. Rentarō cố gắng khuyến khích Mei rằng cô hãy tự đưa ra quyết định của riêng mình, đỉnh điểm là khi cậu đưa ra một mệnh lệnh "bất khả thi" cho cô. Sau khi khiến Mei chấp nhận cậu là bạn trai, Rentarō đã tổ chức một giải đấu súng nước, trong đó tất cả các cô gái đều mặc trang phục hầu gái. Kết quả là tất cả đều bị ướt, nhưng Rentarō tuyên bố mọi người đều là người chiến thắng trước khi hôn tất cả bọn họ. Sau đó, Mei tiết lộ rằng Hahari đã thuê cô về làm hầu gái sau khi cứu cô khỏi một trận bão tuyết. |                    | |                                                                  |                 |                               |                     |
| 17 | 5                  | "Chủ nghĩa tình dục lệch lạc" Chuyển ngữ: "Asurīto wa Kihon Doemu" (tiếng Nhật: アスリートは基本ドM) | Sato Hikaru                                                      | Kōno Takamitsu  | Sato Hikaru                   | 9 tháng 2 năm 2025  |
| Rentarō gặp người tình định mệnh thứ chín của mình là Iku Sutō, cô là một thành viên của câu lạc bộ bóng chày nữ, hiện đang tuyển thành viên mới để thay thế cho các đồng đội cũ của cô hiện đang đi du học nước ngoài. Khi biết rằng cô ấy cần chiến thắng trong trận đấu sắp tới để ngăn câu lạc bộ bị giải thể, Rentarō đã giúp đỡ cô, một người mang xu hướng masochistic bằng cách hỗ trợ cô tuyển thành viên mới ở sân trường. Sau khi giả vờ từ chối lời tỏ tình của Iku rồi chấp nhận cô làm bạn gái, Rentarō nhờ những người bạn gái khác hỗ trợ trong trận đấu sắp tới, đồng thời giúp họ có cơ hội giảm cân sau cuộc thi ăn trước đó. Iku nỗ lực vượt qua giới hạn của bản thân trong những buổi tập luyện và điều này đã truyền động lực để tất cả các cô gái khác cũng làm điều tương tự.                                                                                          |                    | |                                                                  |                 |                               |                     |
| 18 | 6                  | "Cú homerun quyết định" Chuyển ngữ: "Kimi no Hōmuran ni Chikau" (tiếng Nhật: 君のホームランに誓う) | Yamamoto Ryūta                                                   | Kōno Takamitsu  | Yoshida Taizo                 | 16 tháng 2 năm 2025 |
| 19 | 7                  | "Buổi karaoke bất ổn" Chuyển ngữ: "Karaoke・Kuraishisu" (tiếng Nhật: カラオケ・クライシス) | Aoki Yūichirō                                                    | Yamada Yasunori | Shimizu Satoshi               | 23 tháng 2 năm 2025 |
| 20 | 8                  | "Cuộc thi tìm kiếm sắc đẹp" Chuyển ngữ: "Utsukushiki Mono-tachi" (tiếng Nhật: 美しきものたち) | Yamamoto Ryūta                                                   | Yamada Yasunori | Shimizu Satoshi               | 2 tháng 3 năm 2025  |
| 21 | 9                  | "Thế giới bí mật của mái tóc" Chuyển ngữ: "Kami no Mizo Shiru Sekai" (tiếng Nhật: 髪のみぞ知る世界) | Aoki Yūichirō                                                    | Kōno Takamitsu  | Sano Takashi                  | 9 tháng 3 năm 2025  |
| 22 | 10                 | "Quý cô trốn tìm" Chuyển ngữ: "Kakurenbōi-Mītsu-Gāru" (tiếng Nhật: かくれんボーイミーツガール) | Matsumoto Yoshihisa, Sato Hikaru, Yamamoto Ryūta & Aoki Yūichirō | Kōno Takamitsu  | Aoyagi Ryūhei                 | 16 tháng 3 năm 2025 |
| 23 | 11                 | "Đảo ngược tính cách" Chuyển ngữ: "Ushinawa-reshi Tsundere" (tiếng Nhật: 失われしツンデレ) | Iino Kentaro                                                     | Aoshima Takashi | Miyazaki Nagisa & Sato Hikaru | 23 tháng 3 năm 2025 |
| 24 | 12                 | "The 100 Girlfriends Who Really, Really, Really, Really, Really Love You (89 to Go)" Chuyển ngữ: "Kimi no Koto ga Dai Dai Dai Dai Daisuki na Hyaku-nin no Kanojo (Ato Hachijūkyū-nin)" (tiếng Nhật: 君のことが大大大大大しゅきな100人の彼女（あと89人）) | TBA                                                              | TBA             | TBA                           | 30 tháng 3 năm 2025 |

## Băng đĩa tại gia

### Tiếng Nhật
| Volume | Volume | Tập phim          | Nhân vật trong ảnh bìa | Ngày phát hành      | Nguồn  |
| Mùa 1  | Mùa 1  | Mùa 1             | Mùa 1                  | Mùa 1               | Mùa 1  |
| ------ | ------ | ----------------- | ---------------------- | ------------------- | ------ |
|        | 1      | 1–2               | Hanazono Hakari        | 27 tháng 3 năm 2024 | [ 14 ] |
| 2      | 3–4    | Inda Karane       | 26 tháng 4 năm 2024    | [ 15 ]              |        |
| 3      | 5–6    | Yoshimoto Shizuka | 29 tháng 5 năm 2024    | [ 16 ]              |        |
| 4      | 7–8    | Eiai Nano         | 26 tháng 6 năm 2024    | [ 17 ]              |        |
| 5      | 9–10   | Yakuzen Kusuri    | 24 tháng 7 năm 2024    | [ 18 ]              |        |
| 6      | 11–12  | Hanazono Hahari   | 28 tháng 8 năm 2024    | [ 19 ]              |        |

### Tiếng Anh
| Mùa phim | Mùa phim | Số lượng đĩa | Tập phim | Ngày phát hành      | Nguồn  |
| -------- | -------- | ------------ | -------- | ------------------- | ------ |
|          | 1        | 2            | 1–12     | 25 tháng 3 năm 2025 | [ 20 ] |